# The Jackbox Party Pack
The Jackbox Party Pack es una serie de videojuegos de fiesta desarrollados por Jackbox Games para muchas plataformas, lanzados en un itinerario casi anual desde 2014. Cada entrega contiene cinco juegos diseñados para jugarse de a grupos de distintos tamaños, además de incluir servicios de transmisión en vivo como Twitch para permitir participar a la audiencia.

## Historia
Jellyvision ya había quedado establecido por su serie de juegos irreverentes You Don't Know Jack. Aunque la serie haya sido exitosa a fines de los 90, Jellyvision no había logrado transitar fácilmente de los juegos de computadora a los de consola, y, para el año 2001, todos los empleados de Jellyvision habían sido despedidos, salvo seis. La compañía se enfocó en desarrollar soluciones de software empresarial, específicamente, ofreciendo software para ayudar a los clientes con formas complejas u otros tipos de soporte.
Para el 2008, Jellyvision, ahora llamado The Jellyvision Lab, vio el crecimiento de los juegos de móvil, por lo que creó una pequeña subsidiaria, Jellyvision Games, para rehacer You Don't Know Jack, primero para consolas en su versión de 2011, y luego para usuarios de móvil y Facebook en la iteración ya difunta de 2012. Esta última versión fue un éxito de la crítica, y llevó al estudio a enfocarse en desarrollar juegos similares, cambiando el nombre del estudio en 2013 a Jackbox Games.
Entre sus juegos individuales se incluyen Lie Swatter, Clone Booth y Word Puttz, diseñados generalmente como juegos de un jugador, o jugados de forma asíncrona con otros jugadores. Un juego clave sería Fibbage de 2014, que admitía hasta ocho jugadores en simultáneo, donde uno de ellos puede transmitir en vivo o jugar con personas de la misma habitación. Otros jugadores podrían participar utilizando un navegador web o un dispositivo móvil para conectarse al juego transmitido a través de los servidores de Jackbox para proporcionar sus respuestas.
Con el éxito de Fibbage, Jackbox Games decidió que podrían ofrecer estos juegos en paquetes, rehacer juegos viejos para aprovechar las capacidades de la transmisión en vivo, y añadir juegos nuevos. Esto creó la base del Jackbox Party Pack, con el primer paquete lanzado en 2014, que incluía versiones actualizadas de You Don't Know Jack, Fibbage, una versión mejorada de Lie Swatter con un enfoque en multijugador, y dos juegos nuevos. La compañía vio esto como un nuevo modelo de desarrollo que les permitió proporcionar nuevos paquetes anualmente, experimentar con distintos formatos de juego, y ofrecer a los consumidores algo mejor que juegos individuales.
Los siguientes Jackbox Party Packs han incluido mejoras de juegos existentes, soporte para más jugadores, incluyendo la incorporación de la participación de la audiencia a través del mismo enfoque de conectividad, mejor soporte para el manejo de contenido para las transmisiones (como remover palabras ofensivas de las respuestas, por ejemplo), y la capacidad de crear juegos personalizados. Un elemento clave de los juegos Party Pack es agilizar la entrada de los jugadores a los juegos, y, de acuerdo con el CEO de Jackbox Games, Mike Bilder, pasaron alrededor de un año trabajando en sus servidores y software, para proporcionar una arquitectura flexible en la interfaz para los jugadores de móvil y navegador web, expandir cualquiera de los juegos, y evitar que los jugadores necesitaran descargar cualquier tipo de aplicación para comenzar el juego.
Según Allard Laban, jefe creativo tanto en Jellyvision Labs como en Jackbox Games, seleccionan los juegos a incluir en los paquetes a través de una combinación de permitir al equipo presentar ideas detalladas, y probar varias ideas en exámenes en papel y lápiz; Laban declaró que para Party Pack 4 probaron más de cincuenta conceptos que redujeron a cuatro juegos nuevos, completando el paquete con una versión mejorada de Fibbage. Algunos juegos, como Fakin' It, requirieron varios años para tener la jugabilidad y mecánicas necesarias para ser incluidos.
Los primeros seis Jackbox Party Packs llamaron la atención durante la pandemia del COVID-19 como una forma para que las personas mantuvieran una interacción social a distancia. A partir del 1 de mayo del 2020, Jackbox realizó diez transmisiones de celebridades para apoyar organizaciones benéficas contra el COVID-19, donde las celebridades jugaban varios juegos de Jackbox Party Pack junto a la audiencia. Jackbox dijo que su número de jugadores se duplicó de 100 millones en 2019 a 200 millones en octubre de 2020 por la cuarentena. Jackbox Games mejoró la capacidad de los servidores, el uso del servicio de transmisión, e internacionalizó una versión independiente de Quiplash 2 InterLASHional para los idiomas francés, alemán, italiano y español.
Jackbox lanzó una expansión para streamers en diciembre del 2020 que permitía a la audiencia de su canal participar directamente en los juegos de Jackbox desde la interfaz de Twitch.
El director creativo de Jackbox, Brooke Breit, dijo en marzo de 2024 que Jackbox se tomaría un respiro del modelo Party Pack en 2024, pero que aún tiene otros juegos en desarrollo.

## Jugabilidad
La mayoría de los juegos de Jackbox Party Pack están diseñados para jugarse en línea, requiriendo que solo una persona corra el juego. Los jugadores restantes pueden unirse localmente y ver el juego a través de la computadora o consola del primer jugador, o de forma remota a través de medios de transmisión en vivo. Todos los jugadores—locales o remotos—utilizarán dispositivos con acceso a internet, desde computadoras a móviles o tablets, para introducir un «código de habitación» en los servidores dedicados de Jackbox para entrar a una partida, o también pueden utilizar una extensión de Twitch controlada por el streamer para permitir jugar a los demás directamente a través del reproductor de Twitch. En los juegos generalmente participan de 4 a 8 jugadores activos, mientras que los jugadores restantes pasarán a ser participantes de la audiencia, quienes pueden influenciar en la forma de determinar el puntaje y ayudar al ganador.
Por lo general, cada juego tiene un periodo en el que los jugadores reciben un tipo de pregunta. Esta pregunta aparecerá en los dispositivos individuales de cada uno y se les dará tiempo suficiente para que escriban su respuesta o hagan un dibujo, y se puede configurar para que tenga en cuenta los retrasos de transmisión necesarios que requieren algunos servicios. Luego, el juego recolectará y procesará todas las respuestas, y frecuentemente le dará a los jugadores la oportunidad de votar por la mejor respuesta o dibujo; a menudo, la audiencia puede votar como un grupo. Los juegos proceden por un número de rondas, y el ganador, generalmente aquel con el mayor puntaje al final, es anunciado.
Nueve de los diez juegos fueron desarrollados con una calificación Adolescentes de la ESRB, con una opción ATP para censurar ciertas preguntas o entradas de los jugadores. Sin embargo, Party Pack 8 tiene una calificación 10+ de la ESRB.

## Plataformas
Todos los paquetes se encuentran disponibles para PlayStation 4, Xbox One, Microsoft Windows, macOS y Linux, Apple TV, iPad, Android TV, Amazon Fire TV, y Nvidia Shield TV. Party Pack 1 es el único que se encuentra disponible para Xbox 360. Party Pack 1 y Party Pack 2 son los únicos disponibles para PlayStation 3. A partir del 13 de abril de 2017, los paquetes se encuentran disponibles para Nintendo Switch. Desde enero de 2018, los paquetes se encuentran disponibles para Xfinity X1. Y a partir del 14 de octubre de 2021, se encuentran disponibles para PlayStation 5 y Xbox Series X/S. Desde el 16 de noviembre de 2021 hasta el 21 de diciembre de 2021, se encontraron disponibles para Stadia.

## Juegos
| Paquete | Juegos           | Juegos          | Juegos          | Juegos                            | Juegos                   |
| ------- | ---------------- | --------------- | --------------- | --------------------------------- | ------------------------ |
| 1       | Drawful          | Fibbage XL      | Lie Swatter     | Word Spud                         | You Don't Know Jack 2015 |
| 2       | Bidiots          | Bomb Corp.      | Earwax          | Fibbage 2                         | Quiplash XL              |
| 3       | Fakin' It        | Guesspionage    | Tee K.O.        | Trivia Murder Party               | Quiplash 2               |
| 4       | Bracketeering    | Civic Doodle    | Fibbage 3       | Monster Seeking Monster           | Survive the Internet     |
| 5       | Mad Verse City   | Patently Stupid | Split the Room  | You Don't Know Jack: Full Stream  | Zeeple Dome              |
| 6       | Dictionarium     | Joke Boat       | Push the Button | Role Models                       | Trivia Murder Party 2    |
| 7       | Blather 'Round   | Champ'd Up      | Talking Points  | The Devils and the Details        | Quiplash 3               |
| 8       | Drawful: Animate | Job Job         | The Poll Mine   | The Wheel of Enormous Proportions | Weapons Drawn            |
| 9       | Fibbage 4        | Junktopia       | Nonsensory      | Roomerang                         | Quixort                  |
| 10      | Dodo Re Mi       | Fixy Text       | Hypnotorious    | Tee K.O. 2                        | Timejinx                 |

### The Jackbox Party Pack (2014)
The Jackbox Party Pack fue lanzado para PlayStation 3, PlayStation 4 y Xbox One el 19 de noviembre de 2014, y para Microsoft Windows y macOS el 26 de noviembre de 2014. La versión de Xbox 360 fue lanzada el 3 de noviembre de 2015, junto a las versiones comerciales de las demás consolas distribuidas por Telltale Games. La versión de Nintendo Switch fue lanzada el 17 de agosto de 2017.
You Don't Know Jack 2015 se juega de 1 a 4 jugadores y se basa en el formato estándar de los juegos You Don't Know Jack. Hasta cuatro jugadores tendrán la tarea de responder preguntas de respuesta múltiple presentadas en el formato «la alta cultura conoce a la cultura pop» del juego. Los jugadores ganarán dinero dentro del juego por responder correctamente en poco tiempo, y perderán dinero al equivocarse. No responder no otorgará dinero. Los juegos multijugador también cuentan con screws, donde un jugador puede forzar a otro a responder inmediatamente y ganará un bonus en caso de que el jugador afectado responda incorrectamente o no responda nada. El jugador con la mayor cantidad de dinero al final ganará.
Drawful se juega de 3 a 8 jugadores y es un juego de dibujos. Cada ronda comienza con cada jugador obteniendo una frase divertida y una superficie en donde dibujar. Se les otorga una pequeña cantidad de tiempo para dibujar su frase. Después, cada dibujo es presentado a todos los jugadores, y todos los participantes, salvo el artista, deberán escribir una frase que crean que represente al dibujo. Luego, se presentarán todas las respuestas junto con la frase para ese dibujo, y los jugadores deberán votar cuál frase creen que fue la original. El artista del dibujo gana puntos por cada participante que haya adivinado su frase original, mientras que los demás ganan puntos por cada voto que obtenga su frase. Si un jugador selecciona una respuesta señuelo, no obtendrán ningún punto. El jugador con la mayor cantidad de puntos al final ganará.
Word Spud se juega de 2 a 8 jugadores y es un juego de asociación de palabras. Se presenta una palabra y un jugador a la vez dará una palabra asociada a ella. Los participantes restantes votarán si la asociación fue buena o no, y el jugador al que se le haya ocurrido la asociación ganará puntos si recibe la mayor cantidad de votos a favor, y perderá puntos si recibe la mayor cantidad de votos en contra. El próximo jugador deberá pensar en una palabra asociada a la nueva, y el juego continuará. El jugador con la mayor cantidad de puntos al final ganará.
Lie Swatter se juega de 1 a 100 jugadores y es una versión multijugador de la aplicación móvil de un jugador que Jackbox Games ha lanzado previamente en The Jackbox Party Pack. El juego desafía hasta 100 jugadores a adivinar correctamente si las frases triviales son verdaderas o no, eliminando aquellas que son falsas. Los jugadores ganarán puntos por responder correctamente, y el que responda más rápido ganará puntos adicionales. El jugador con la mayor cantidad de puntos al final ganará.
Fibbage XL se juega de 2 a 8 jugadores y es una expansión del juego independiente que Jackbox Games ha lanzado previamente en el paquete con preguntas nuevas. En las primeras dos rondas del juego, cada jugador selecciona una de cinco categorías al azar, y a todos los participantes se les presenta un hecho desconocido al cual le faltará una palabra o frase para estar completo. Cada jugador utilizará su dispositivo local para introducir una respuesta; si introducen la respuesta correcta, se les pedirá introducir algo diferente, y si no logran escribir algo antes de que se acabe el tiempo, podrán pulsar el botón «miente por mí» y tendrán para elegir dos opciones generadas por el juego. Luego, el juego presentará todas las respuestas a los jugadores, incluyendo la correcta, y deberán elegir cuál creen que es la correcta. Los jugadores obtendrán puntos por elegir la respuesta correcta, o si otros jugadores eligen la suya, por lo que se incentiva a los participantes a introducir respuestas que parezcan correctas. Los jugadores perderán puntos por elegir la respuesta falsa que haya escrito el propio juego. En la última ronda, «The Final Fibbage», se presenta una última pregunta a los participantes. El jugador con la mayor cantidad de puntos al final ganará.

### The Jackbox Party Pack 2 (2015)
The Jackbox Party Pack 2 fue lanzado para Microsoft Windows, macOS, PlayStation 3, PlayStation 4 y Xbox One el 13 de octubre de 2015. La versión de Nintendo Switch fue lanzada el 17 de agosto de 2017.
Fibbage 2 se juega de 2 a 8 jugadores. En comparación con su predecesor, Fibbage 2 introduce nuevas preguntas y la capacidad para la audiencia de votar las respuestas, lo cual puede otorgar puntos extra a los jugadores. Una nueva opción llamada «Desfibrilador» permite a los participantes borrar todas las respuestas salvo una y la verdad de la selección para una pregunta.
Earwax se juega de 3 a 8 jugadores. En cada ronda, un jugador es elegido como juez y debe elegir entre cinco preguntas. La que resulte seleccionada será presentada a los demás jugadores, y a cada uno se le darán seis efectos de sonido al azar. Cada participante elegirá dos efectos de sonido, en orden, como respuesta a la pregunta. Luego, el juez deberá elegir qué combinación de sonidos es la más divertida o acorde a la pregunta, y su respectivo jugador ganará un punto. El primer jugador en alcanzar tres puntos ganará.
Bidiots se juega de 3 a 6 jugadores. Es un sucesor espiritual de Drawful. Los participantes comienzan haciendo dibujos para las categorías asignadas al azar. Luego, deberán apostar dinero dentro del juego por estos dibujos, como si se tratara de una subasta de arte, con el fin de convertirse en el mayor postor por la imagen que coincida con categorías específicas. Si apuestan hasta ya no poder, se quedarán con la imagen y el artista ganará dinero. Los participantes pueden utilizar screws (como en la franquicia You Don't Know Jack) para forzar a los adversarios a apostar, y si se quedan sin dinero, pueden tomar un préstamo abusivo para intentar competir por el resto del juego. Luego de pasar por todos los lotes (8 para 3 jugadores, 10 para 4 jugadores, y 12 para 5 y 6 jugadores), las imágenes que el jugador haya comprado le dará más dinero. El jugador con la mayor cantidad de dinero ganará, a menos que uno o más jugadores tomen tres préstamos abusivos, que le harán perder dinero.
Quiplash XL se juega de 3 a 8 jugadores. Fue lanzado por Jackbox Games como juego individual previo al paquete, y fue incluido en este lanzamiento con DLC previo (Quip Pack 1) y «más de 100 preguntas nuevas». En las primeras dos rondas, cada jugador recibe dos preguntas a las cuales responder; las preguntas están dadas para que dos jugadores vean cada una. Los participantes darán una respuesta que consideren divertida para cada pregunta. Luego, se le presentará a todos los jugadores y a la audiencia una pregunta con las dos respuestas dadas. Deberán votar la respuesta que consideren la más divertida. Se repartirán puntos por el porcentaje de votos entre los dos jugadores, y puntos extra de un posible «quiplash» en caso de obtener todos los votos. Introducir lo mismo que el oponente en una misma pregunta no otorgará ningún punto. En la ronda final, «The Last Lash», todos los participantes responderán a la misma pregunta, y deberán votar tres veces a las mejores respuestas. El jugador con la mayor cantidad de puntos al final ganará.
Bomb Corp. se juega de 1 a 4 jugadores. Un jugador es un empleado en una fábrica de bombas y debe desactivar bombas que son iniciadas accidentalmente al salir de las líneas de ensamblaje, mientras que los demás participantes son empleados que disponen de manuales de instrucciones para ayudar a desactivarlas. Las instrucciones son obtusas y potencialmente conflictivas, por lo que se requiere una comunicación cuidadosa entre los jugadores.

### The Jackbox Party Pack 3 (2016)
The Jackbox Party Pack 3 fue lanzado durante la semana del 18 de octubre de 2016 para Microsoft Windows, macOS, PlayStation 4, Xbox One, ciertos dispositivos Android, y Apple TV. Fue posteriormente lanzado en la Nintendo Switch el 13 de abril de 2017. Una versión para el X1 de Xfinity fue lanzada en enero de 2018.
Quiplash 2 se juega de 3 a 8 jugadores. Comparado con su predecesor, Quiplash 2 introduce nuevas preguntas, la capacidad para el anfitrión de crear más preguntas y censurar jugadores, la función de la «broma de seguridad» que le permite al jugador tener una broma escrita para él, y nuevas rondas «Last Lash» que le exigen a los jugadores elaborar un significado para un acrónimo dado, completar un título de una tira cómica, o idear algo astuto utilizando una palabra dada. A diferencia de la ronda final del juego anterior, las medallas determinarán los puntos distribuidos entre los jugadores.
Trivia Murder Party se juega de 1 a 8 jugadores y tiene una temática divertida de suspenso de terror (Similar a la franquicia Saw). Cada ronda incluye una pregunta de respuesta múltiple, que otorgará dinero dentro del juego si se responde correctamente, y luego habrá un minijuego de un «piso de la muerte» para cualquier personaje «viviente» que haya contestado mal. El minijuego puede llegar a costarle la vida a uno o más participantes restantes, quienes podrán continuar en el juego como fantasmas. El final del juego comienza cuando queda un participante vivo, donde todos los participantes intentan escapar por un pasillo oscuro. Cada pregunta tiene tres posibles respuestas en una categoría, y cada jugador determina qué respuestas pertenecen a ella; el jugador líder solo puede ver dos respuestas, dándole a los demás la oportunidad de tomar la delantera y escapar primero. Luego de que se sobrevivan nueve preguntas, se jugará un minijuego de rueda de la fortuna en caso de que haya un jugador vivo antes del final del juego. Si un jugador sigue con vida después de que todos los demás hayan muerto en 5 preguntas o menos, el jugador debe sobrevivir dos más para llegar al final. Pero si el último jugador muere después de no sobrevivir al minijuego, será un game over para todos.
Guesspionage se juega de 2 a 8 jugadores y es un juego de adivinanzas de porcentajes. En las primeras dos rondas, cada jugador se turna para adivinar qué porcentaje de personas tiene cierta cualidad o realiza cierta actividad, como mandar mensajes mientras conduce. Si hay más de 5 miembros en la audiencia, serán encuestados antes de los turnos para obtener los porcentajes, de lo contrario se utilizarán resultados de encuestas previas hechas por Jackbox Games. Cuando un participante elige un porcentaje, los demás participantes activos pueden considerar si está por arriba o debajo del valor adivinado, o incluso opinar si está desfasado por más de una cierta cantidad. Los puntos son otorgados al jugador actual dependiendo de qué tan cerca esté y si los demás jugadores adivinaron si está más arriba o más abajo. También se otorgan puntos al jugador actual que haya adivinado el porcentaje exacto. En la última ronda, se presenta una pregunta de 9 opciones, y todos los jugadores deben elegir las que crean que son las tres respuestas más populares, y se otorgarán puntos según la popularidad de la respuesta. El jugador con la mayor cantidad de puntos al final ganará.
Fakin' it se juega de 3 a 6 jugadores y es un juego multijugador local donde cada jugador tiene su dispositivo conectado. En cada ronda, un jugador es elegido al azar para ser el farsante, y el resto de los jugadores reciben instrucciones que involucran algún tipo de acción física, como levantar una mano o hacer una cara; el farsante no recibe esta información, por lo que deberá averiguar de los demás jugadores qué hacer. Cada jugador intenta adivinar quién fue el farsante juzgando sus acciones, y la ronda terminará si todos adivinan quién era el farsante o si logra escapar exitosamente. Luego se otorgarán puntos si por lo menos un jugador adivina quién era el farsante, si todos adivinan, y/o si el farsante evita la captura en cada tarea (3 para 4 a 6 jugadores y 2 para 3 jugadores). Luego de la primera ronda, los jugadores pueden seleccionar cualquier acción que les guste. La última ronda siempre es «Text You Up», donde cada jugador contesta un número de preguntas abiertas, mientras que el farsante recibe preguntas diferentes que pueden tener respuestas que se superponen con las preguntas dadas a los jugadores. Por ejemplo, a los demás jugadores les pueden preguntar un rasgo positivo de ellos, mientras que al farsante se le podría preguntar qué rasgos buscarían en una pareja. El jugador con la mayor cantidad de puntos al final ganará.

Tee K.O. se juega de 3 a 8 jugadores y es un juego de dibujos. Cada jugador comienza dibujando tres imágenes de cualquier cosa que quieran, aunque el juego proporciona sugerencias para ayudar. Luego, cada jugador tiene la oportunidad de introducir varias frases o eslóganes. Posteriormente, cada jugador recibirá dos o más dibujos al azar y dos o más frases al azar, y deberá elegir el par que mejor coincida como una impresión en una camiseta. Estos diseños pasarán a una batalla de votos uno a uno, donde todos los jugadores y la audiencia determinarán el diseño de camiseta más votado. Si la camiseta recibe todos los votos, el jugador que la haya dibujado recibirá una «shirtality». Luego se jugará una segunda ronda de dibujo, escritura de eslóganes, emparejamiento y votación. Los diseños ganadores de cada ronda se enfrentarán entre sí para determinar al diseño ganador. Luego del juego, los participantes podrán ordenar camisetas con diseños personalizados.

### The Jackbox Party Pack 4 (2017)
The Jackbox Party Pack 4 fue lanzado durante la semana del 17 de octubre de 2017 para Microsoft Windows, macOS, PlayStation 4, Xbox One, Nintendo Switch, varios dispositivos Android, y Apple TV. Una versión para el X1 de Xfinity fue lanzada en enero de 2018.
Fibbage 3 se juega de 2 a 8 jugadores y es el tercer juego de la serie Fibbage. El juego incluye una nueva interacción con la audiencia permitiéndoles añadir sus propias mentiras a la selección y nuevos hechos para el «Final Fibbage» con dos palabras o frases faltantes en lugar de una. Posee un nuevo modo de juego separado llamado Fibbage: Enough About You que se juega de 3 a 8 jugadores y reemplaza las preguntas tradicionales del juego con preguntas relacionadas con los jugadores, cuyas respuestas fueron escritas de antemano.
Survive the Internet se juega de 3 a 8 jugadores y es un juego de contenido generado por el usuario, que toma lugar en una versión ficticia del internet. En las primeras tres rondas, el jugador recibe una pregunta sobre su opinión de un tema. Su respuesta será quitada de contexto y enviada a otro jugador, quien deberá determinar qué pregunta respondía, como si se encontrara en una red social específica, un foro, un trabajo o las noticias, en un intento de deformar la respuesta lo mejor que pueda para hacer quedar mal al primer jugador. Después, se le presentarán los pares con las respuestas originales y el tema adivinado a todos los jugadores y la audiencia, quienes deberán votar qué par es el más ridículo. Cada voto otorgará una gran cantidad de puntos al segundo jugador que haya deformado la respuesta y un pequeño número de puntos al primer jugador que haya proporcionado la respuesta. Si el par de respuesta y tema adivinado recibe la mayor parte de los votos, el segundo jugador que cambió la respuesta recibirá una «mejor quemadura» y un mayor número de puntos extra, mientras que el primer jugador de la respuesta original recibirá un «máximo sacrificio» y una menor cantidad de puntos extra. La ronda final siempre es «Photosharing site», donde los jugadores reciben una pregunta con dos opciones, y la foto basada en su elección es enviada a otro jugador que deberá comentarla. El jugador con la mayor cantidad de puntos al final ganará, tras haber «sobrevivido a internet».
Monster Seeking Monster se juega de 3 a 7 jugadores y tiene una temática de terror donde cada jugador es un monstruo disfrazado que trata de tener citas con los demás jugadores. En cada una de las seis rondas, los jugadores comienzan enviando hasta cuatro mensajes a los demás. El monstruo no jugable, el robot—quien aparece si la audiencia está desactivada para juegos de 3 a 4 jugadores—generará mensajes luego de que un jugador le escriba. Si la audiencia está activada y participa, podrá enviar frases locas. A continuación, cada jugador elige a aquel con quien saldría, basándose en sus respuestas. Si dos jugadores se seleccionan, ambos obtendrán un corazón. Los bonos de puntaje adicional y los efectos del poder oculto de monstruo también se tienen en cuenta. Ocurrirá un rechazo cuando dos jugadores elijan otros en lugar de elegirse entre sí, o si uno o más jugadores no eligen a nadie (también perderán un corazón si no eligieron a nadie con quien salir). Desde el final de la segunda ronda en adelante, la forma de monstruo del jugador líder, cuya forma siga siendo desconocida, es revelada. El jugador con la mayor cantidad de corazones al final ganará, a menos que se cumplan otras condiciones especiales relacionadas con el monstruo del jugador.
Bracketeering se juega de 3 a 16 jugadores y es un juego de tipo torneo que se juega en tres rondas. En la primera ronda, los jugadores reciben una pregunta para completar con las respuestas más divertidas que se les ocurran. La cantidad de respuestas asignadas son 2 para 3 a 4 jugadores y 1 para 5 a 16 jugadores. Estas respuestas serán colocadas en una grilla al estilo de los torneos (8 para 3 a 8 jugadores y 16 para 9 a 16 jugadores). Luego, los jugadores recibirán un emparejamiento del torneo e intentarán predecir qué respuesta ganará. A continuación, cada partida es presentada a todos los jugadores y la audiencia. La respuesta que reciba el mayor porcentaje de votos gana. Si dos, tres o más respuestas tienen el mismo número de votos, todos los jugadores deberán pulsar la pantalla de su dispositivo lo antes posible para alentar a su respuesta. Los próximos emparejamientos utilizarán estas mejores respuestas en adelante. Luego del último emparejamiento, el jugador que haya proporcionado la respuesta ganadora recibirá un bono de dinero adicional. La segunda ronda es un «emparejamiento a ciegas» donde los jugadores reciben una pregunta, pero el emparejamiento se basa en otra pregunta diferente relacionada que utilizará esas respuestas. La ronda final es un «emparejamiento triple a ciegas» donde la pregunta en cada nivel cambia. El jugador con la mayor cantidad de dinero al final ganará.
Civic Doodle se juega de 3 a 8 jugadores y es un juego de dibujos similar a Drawful y Bidiots, con dos jugadores haciendo el mismo dibujo en simultáneo. En las primeras dos rondas, se presenta el comienzo de un garabato a dos participantes elegidos al azar, y tendrán un corto periodo de tiempo para dibujar encima de dicho garabato; esto se realiza en tiempo real permitiendo a los demás jugadores y a la audiencia comentar cualquier dibujo en forma de emojis preseleccionados. Luego de que se acabe el tiempo, los jugadores y la audiencia votarán qué dibujo es mejor, y se otorgarán puntos a ambos jugadores según cuántos votos hayan recibido, al igual que puntos adicionales según los votos con emojis. Posteriormente, dos jugadores más procederán a dibujar encima del dibujo más votado. Tras un número de emparejamientos, dependiendo que cuántos jugadores se encuentren en el juego, sin contar a los miembros de la audiencia, los jugadores deberán sugerir un título para la imagen más votada, y los jugadores y la audiencia votarán su título preferido. En la última ronda todos los jugadores recibirán un título y un garabato, y tendrán que dibujar las características que el juego haya pedido. El jugador con la mayor cantidad de puntos al final ganará. Luego del juego, los participantes pueden hacer una partida de dibujo libre u ordenar mercancía personalizada.

### The Jackbox Party Pack 5 (2018)
The Jackbox Party Pack 5 fue lanzado el 17 de octubre de 2018 para PlayStation 4, Xbox One, Nintendo Switch, Microsoft Windows, macOS, Linux, Apple TV, iPad, Amazon Fire TV, Nvidia Shield TV y Xfinity X1.
You Don't Know Jack: Full Stream se juega de 1 a 8 jugadores y es la última iteración de la franquicia You Don't Know Jack. El juego ha sido actualizado para contar con funciones optimizadas para la transmisión en vivo, como la mayoría de los otros juegos de Party Pack. Esto incluye soporte para hasta ocho jugadores y una audiencia. Como el juego ahora utiliza tanto dispositivos móviles como computadoras como controles, las preguntas en texto como la «pregunta incoherente» regresan, los tipos de preguntas clásicas y nuevas están presentes.
Split the Room se juega de 3 a 8 jugadores y es un juego de situaciones. En las primeras dos rondas, los jugadores se encuentran con una solución hipotética con un espacio en blanco. Deben tratar de llenar el espacio de forma que, cuando se presente la pregunta a los demás jugadores, las respuestas de sí y no dividan la habitación, otorgando un mayor puntaje por una división equitativa de respuestas. La ronda final, que siempre es «Decisive Dimension», dará preguntas con dos opciones, la primera vendrá completa. Cada jugador deberá completar la segunda respuesta y los demás elegirán la opción. El jugador con la mayor cantidad de puntos al final ganará.
Mad Verse City se juega de 3 a 8 jugadores y se controlan robots gigantes en batallas de rap. En cada ronda, los participantes serán emparejados con alguien a quien deberán superar en un rap, utilizando su dispositivo para rellenar la canción con varias frases que aparezcan. Cuando un jugador termina su rap, podrá seleccionar cualquier actividad en su dispositivo. El juego procede a cantar cada rap con una conversión de texto a voz, y una vez que termine las canciones de ambos jugadores, los demás deberán elegir qué rap les pareció el mejor. Se repartirá dinero por el porcentaje de votos entre los dos jugadores, y un bono extra de «ánimo» en caso de obtener todos los votos. El jugador con la mayor cantidad de dinero al final ganará.
Zeeple Dome se juega de 1 a 6 jugadores. Los jugadores participan en una arena de combate alienígena. El juego está basado en físicas y encarga a sus jugadores a lanzar a sus personajes con resorteras a través de los niveles, trabajando juntos para vencer a los enemigos y ganar potenciadores para el equipo. Cuando un enemigo es derrotado, se obtendrá dinero dentro del juego.
Patently Stupid se juega de 3 a 8 jugadores y es un juego de resolución de problemas, invención y financiación. En la primera ronda, los jugadores escriben individualmente sus problemas que requieran solución. Estos serán distribuidos al azar entre los jugadores, a quienes se les asignará dibujar y nombrar una invención que resuelva el problema. Luego podrán presentar su invención a los demás (utilizando su propia voz o permitiendo que el juego la presente). El resto de los participantes podrán usar dinero dentro del juego para financiar la invención. Las invenciones que sobrepasen el mínimo de financiación le otorgarán un bono a su inventor. En la última ronda, un jugador deberá elegir un problema para que todos los jugadores resuelvan. El jugador con la mayor cantidad de dinero al final ganará.

### The Jackbox Party Pack 6 (2019)
The Jackbox Party Pack 6 fue anunciado en marzo de 2019 en PAX East y luego lanzado el 17 de octubre de 2019 para PlayStation 4, Xbox One, Nintendo Switch, Microsoft Windows, macOS, Linux, Apple TV, iPad, Amazon Fire TV, Nvidia Shield TV y Xfinity X1. La versión de Stadia fue lanzada el 21 de diciembre de 2021.
Trivia Murder Party 2 se juega de 1 a 8 jugadores. Es la secuela de Trivia Murder Party y retiene un formato similar, y sucede en un hotel. Además de preguntas nuevas, incluye nuevos minijuegos de «Killing Floor» (incluyendo Quiplash), ítems especiales que pueden ayudar o dificultar la supervivencia, y una barrera en la salida al final del juego, donde los jugadores deben responder una pregunta correctamente antes de poder escapar (el jugador líder ahora puede ver la tercera respuesta en la barrera). Además, la audiencia es su propio jugador, cuando solían ser una entidad separada en el primer Trivia Murder Party.
Role Models se juega de 3 a 6 jugadores. Primero, los participantes votan por una de cinco categorías, y luego intentarán emparejar a los demás participantes (incluyendo a ellos mismos) con uno de los ítems de aquella categoría. Se otorgarán puntos si cualquiera de sus emparejamientos resulta el favorito de la mayoría del grupo, y se ganarán puntos extra si el jugador marca su respuesta como «99% seguro» y acierta. En caso de que dos o más temas estén relacionados o un jugador no haya recibido un rol de los demás, los jugadores harán un experimento dentro del juego. El jugador con la mayor cantidad de puntos al final ganará.
Joke Boat se juega de 3 a 8 jugadores y encarga a los jugadores hacer chistes según una lista de palabras seleccionadas de una lluvia de ideas de los jugadores al comienzo del juego. Durante las primeras dos rondas de chistes, los jugadores reciben el comienzo de un chiste con una palabra faltante que eligen de una selección al azar de las palabras de la lluvia de ideas. Luego, terminan el chiste. Los jugadores podrán contar su chiste a los demás (utilizando su propia voz o permitiendo que el juego la cuente) de a dos a la vez. Los otros jugadores y la audiencia votarán su chiste preferido de los dos. Se repartirán puntos por el porcentaje de votos entre los dos jugadores, y un bono extra llamado «crushed it» en caso de obtener todos los votos. La ronda final le encarga a los jugadores tomar un chiste existente e intentar escribir uno mejor que el original. El jugador con la mayor cantidad de puntos al final ganará.
Dictionarium se juega de 3 a 8 jugadores y les pide crear un diccionario falso. El juego puede ser jugado con los jugadores recibiendo una palabra falsa o una jerga falsa. Este juego dura tres rondas. En la primera, los jugadores crean una definición que se deberá votar. Cada voto le otorga puntos al jugador que escribió la palabra. En la segunda, crean una nueva palabra o frase como un sinónimo que se deberá votar. Cada voto le otorga puntos al jugador que escribió el sinónimo. En la tercera, crean una oración que utilice la palabra o frase que se deberá votar. Cada voto le otorga puntos al jugador que haya escrito la oración. El jugador con la mayor cantidad de puntos al final ganará.
Push The Button se juega de 4 a 10 jugadores y sucede en una nave espacial, donde uno o más jugadores han sido asignados como alienígenas; y los demás jugadores, como humanos que deben eyectar a los alienígenas antes de que se acabe el tiempo. En cada ronda, un jugador determina una actividad en la nave (como dibujar o escribir una respuesta a una pregunta) y elige un número de la otra tripulación para participar. Los jugadores humanos asignados reciben una pregunta, pero los jugadores alienígenas reciben una distinta que podrá ocasionar algo de confusión. Los resultados serán mostrados, y los jugadores tendrán tiempo suficiente para determinar si alguna respuesta parece sospechosa. En las rondas posteriores, los alienígenas contarán con «hacks» que podrán utilizar para recibir la pregunta correcta de los humanos o enviar la pregunta de alienígenas a un humano. En cualquier momento antes de que se acabe el temporizador, un jugador podrá oprimir un botón y seleccionar a uno o más jugadores que crea que son alienígenas. Los demás jugadores votarán si están de acuerdo o no. Para que un jugador sea eyectado, deberá haber un voto unánime. Si el voto falla, el juego continúa. Si el voto es exitoso, el juego revelará si los jugadores estaban en lo cierto o no. Los alienígenas ganarán si cualquiera de los jugadores vota a un humano, si ningún jugador oprime el botón antes de que se acabe el tiempo, o si los humanos se quedan sin oportunidades para oprimir el botón.

### The Jackbox Party Pack 7 (2020)
The Jackbox Party Pack 7 fue lanzado el 15 de octubre de 2020 para PlayStation 4, Xbox One, Nintendo Switch, Microsoft Windows, macOS, Linux, Apple TV, iPad, Amazon Fire TV, Nvidia Shield TV y Xfinity X1. La versión de Stadia fue lanzada el 7 de diciembre de 2021.
Quiplash 3 se juega de 3 a 8 jugadores. Es el tercer juego en la serie de Quiplash y la última ronda final, «The Last Lash», es reemplazada por «Thirplash», donde en lugar de que todos los jugadores respondan la misma pregunta, cada par de jugadores solo recibe una pregunta en vez de las dos usuales, pero deberán dar tres respuestas separadas. El anfitrión jugará con el jugador en último lugar en caso de haber un número impar de jugadores en el juego. El estilo de arte 2D ha sido reemplazado por animación de arcilla.
The Devils and the Details se juega de 3 a 8 jugadores. Los participantes se convierten en una familia de demonios que intentan trabajar juntos para completar una lista de tareas cotidianas en ciertos escenarios (por ejemplo, cuando un pariente está de visita), y cada tarea exitosa otorgará puntos a un puntaje neto durante uno de los tres días de un episodio. Muchas tareas requieren comunicación verbal de un jugador a otro para ser completadas, lo que puede crear confusión. Como los jugadores son demonios, compiten entre ellos. Pueden completar tareas «egoístas», las cuales proporcionarán puntos extra al jugador que las haya completado, pero también rellenará el medidor de egoísmo, por lo que el resto de los jugadores deberán detener a aquel jugador de realizar tareas egoístas. Cuando el medidor de egoísmo se llene, creará una emergencia familiar (por ejemplo, un sótano inundado, una cocina en llamas o un apagón), reduciendo la barra de puntaje total, y haciendo que resulte más difícil terminar un día de forma exitosa. Si un día termina con la barra de puntaje familiar por encima de la meta, el juego procederá al siguiente día. Si el juego termina cuando la barra de puntaje familiar no alcanza la meta en el primer o segundo día, el jugador VIP deberá reiniciar el día o salir del juego luego del día fallido. Sin embargo, el tercer día es un desafío. Si el día termina con la barra de puntaje familiar por debajo de la meta, el episodio terminará solo con los puntajes finales y algunas tareas completadas (no se podrá reintentar el día). Si el día acaba con todas las tareas completadas y el puntaje familiar por encima de la meta, el ganador recibirá un premio después de la partida.
Champ'd Up se juega de 3 a 8 jugadores. Los jugadores comienzan creando sus propios campeones y retadores a través de una interfaz de dibujo con apodos y habilidades inusuales, de forma similar a las camisetas de Tee K.O. Las creaciones de los jugadores se enfrentarán entre ellas mientras que los jugadores y la audiencia votan por la mejor en cada ronda, según qué tan bien coincida el personaje con la categoría dada. Se repartirá dinero por el porcentaje de votos entre los jugadores que hayan creado a sus campeones/retadores, y un bono extra llamado «Champ'd Up» en caso de obtener todos los votos. El jugador con la mayor cantidad de dinero al final ganará. También existe un juego de cartas llamado Champ'd Up: Slam Down, que puede ser comprado luego del juego.
Talking Points se juega de 3 a 8 jugadores. Cada persona comienza creando tres títulos de charlas para luego elegir uno de los tres en sus dispositivos. Luego, una persona, el presentador, verá una serie de diapositivas de textos e imágenes por primera vez, y deberá hablar de ellas mientras transcurren para impresionar a la audiencia, que votará con sus reacciones. El resto de los participantes del juego actúan como asistentes del presentador para elegir la próxima diapositiva que el presentador verá de una selección al azar, que ayudará o perjudicará al presentador. Se otorgarán puntos al presentador según cuántas veces haya reaccionado la audiencia, y también se le otorgarán puntos al asistente. Los jugadores también pueden escribir un comentario acerca de la presentación. Después, todos los jugadores nombran el premio que entregarán. El jugador con la mayor cantidad de puntos al final ganará. El juego también presenta un modo de juego libre.
Blather 'Round se juega de 2 a 6 jugadores. El estilo de juego es muy similar a las charadas, donde los jugadores deben elegir un lugar, historia, cosa o persona para describir usando oraciones. Mientras que un jugador da pistas de qué ha elegido con oraciones fijas, el resto debe intentar adivinar qué está describiendo el presentador. Se otorgarán puntos al presentador y a aquel jugador que adivine correctamente la palabra que haya elegido, al igual que a aquellos que hayan contribuido una pista útil. El jugador con la mayor cantidad de puntos al final ganará.

### The Jackbox Party Pack 8 (2021)
The Jackbox Party Pack 8 fue lanzado el 14 de octubre de 2021 para PlayStation 4, PlayStation 5, Xbox One, Xbox Series X/S, Nintendo Switch, Microsoft Windows, macOS, Linux, Apple TV, iPad, Amazon Fire TV, Nvidia Shield TV y Xfinity X1. La versión de Stadia fue lanzada el 16 de noviembre de 2021.
Drawful: Animate se juega de 3 a 10 jugadores y es el tercer juego de la serie Drawful. La función destacada es que los jugadores pueden crear animaciones en lugar de un dibujo estático. Otras funciones añadidas incluyen tener tres colores para los dibujos y la capacidad de redoblar la apuesta de una adivinanza una vez por ronda, que otorgará el doble de puntos si se acierta, o, en caso contrario, le otorgará el doble de puntos al jugador que haya escrito la respuesta falsa. También se incluye un «modo amigo» que hace preguntas acerca de los jugadores.
The Wheel of Enormous Proportions se juega de 2 a 8 jugadores y es un juego de trivia organizado por una rueda de la fortuna. Al comienzo del juego, los jugadores escriben una pregunta del alma para que la rueda responda. Luego, deberán ganar rebanadas compitiendo en una ronda de trivia de tres preguntas, y cada uno comenzará con dos rebanadas. Los jugadores con los puntajes más altos obtendrán una rebanada, y el más alto ganará una extra. Los tipos de pregunta incluyen: elegir respuestas de un grupo de doce, emparejar respuestas con su contraparte, adivinar en qué piensa la rueda según las pistas dadas, escribir respuestas, o dar un estimado numérico. En la tercera pregunta, el jugador líder en puntos ganará una rebanada potenciadora que podrá esparcirse a lo largo de la rueda; y en caso de parar en ella, se jugará un minijuego que podrá impactar en los puntajes, como intercambiar puntos entre dos jugadores. Durante la ronda de giro, los jugadores colocan sus rebanadas en la rueda y se turnan para hacerla girar, y ganarán puntos cuando la rueda pare en el espacio que hayan elegido. El número de puntos obtenido incrementa a medida que la rueda gira, y el puntaje es dividido entre los jugadores que hayan escogido el mismo espacio. La ronda de giro terminará cuando el medidor de giro se llene, dando comienzo a una nueva ronda de trivia. Una vez que un jugador alcance los 20.000 puntos, cualquier punto que ese jugador obtenga le permitirá girar la «rueda ganadora», que lo determinará como el ganador del juego. La rueda responderá la pregunta que el ganador ha escrito al comienzo del juego.
Job Job se juega de 3 a 10 jugadores y es un juego de preguntas de una entrevista laboral. Al comienzo de cada ronda, los jugadores responden una cantidad de preguntas rompehielos de la forma que quieran. Posteriormente, todas las respuestas son repartidas entre los jugadores. El objetivo es responder preguntas del tipo entrevista laboral utilizando únicamente palabras de las respuestas rompehielos y la pregunta en sí. La pregunta de entrevista y las dos respuestas proporcionadas son enfrentadas, y los jugadores y la audiencia deberán votar su respuesta favorita. Se repartirán puntos según el porcentaje de votos entre los dos jugadores, además de un bono para los jugadores cuyas palabras hayan sido usadas en una respuesta ganadora, o si su respuesta ganadora contiene palabras de tres jugadores diferentes. En la última ronda, en lugar de preguntas de entrevista, los jugadores crearán respuestas cortas acerca de ellos mismos respondiendo las dos mismas oraciones. El jugador con la mayor cantidad de puntos al final ganará.
The Poll Mine se juega de 2 a 10 jugadores. Los jugadores se dividen en dos equipos de aventureros atrapados en una cueva por una malvada bruja. Para escapar, todos los jugadores deben responder una encuesta de ocho opciones basada en opiniones en orden de preferencia. Luego, cada equipo se turnará para abrir una puerta de un grupo, cada una marcada por una respuesta de la encuesta. La primera ronda encarga a los equipos encontrar las tres respuestas más populares; la segunda, la segunda, tercera y cuarta respuesta más popular. Cada respuesta correcta otorgará una antorcha al equipo, pero una respuesta incorrecta les quitará una. Durante la ronda final, los jugadores deberán abrir puertas, de la menos a la más popular. En esta ronda no se obtendrán antorchas, pero las existentes aún podrán perderse en caso de escoger la puerta incorrecta. Cuando un equipo pierda su última antorcha, el otro deberá escoger la puerta correcta para eliminarlos y ganar el juego. Si todos han abierto todas las puertas correctamente, el equipo con la mayor cantidad de antorchas restantes ganará. Sin embargo, si ambos equipos pierden todas sus antorchas, será un ''game over'' para todos. El juego también cuenta con un modo ''streamer'' donde un equipo está compuesto por los jugadores; y el otro, por la audiencia, que escoge las puertas por mayoría de votos.
Weapons Drawn se juega de 4 a 8 jugadores y es un juego de deducción social. Todos interpretan el rol de un grupo de detectives y asesinos que asisten a una fiesta. Los jugadores dibujan dos armas homicidas que contienen una letra de su nombre, que quieren ocultar, y nombran a un cómplice para traer como invitado. Luego, intentarán asesinar otros cómplices averiguando quién creen que los hayan traído como invitados. Si son exitosos, una de las armas homicidas del culpable quedará en la escena. Como referencia, el juego revela un arma dibujada por cada jugador. Los jugadores votan entre dos casos para resolver, e intentarán trabajar juntos para analizar el arma homicida y luego votar quién creen que cometió el crimen. En la última ronda, los jugadores, de forma sucesiva y rápida, adivinan cada asesinato sin resolver restante, donde su asesino ganará puntos por cada detective a quien haya engañado. Se otorgarán puntos por invitar cómplices que reciban un alto número de intentos de asesinato, eviten ser descubiertos como el culpable, y encuentren a los culpables de otros asesinatos. El jugador con la mayor cantidad de puntos al final ganará.

### The Jackbox Party Starter (2022)
The Jackbox Party Starter fue lanzado el 30 de junio de 2022. Contiene tres juegos previamente lanzados: Quiplash 3, Tee K.O, y Trivia Murder Party 2. Todos han sido actualizados para incluir nuevas funciones, como la moderación y los subtítulos. Además, se han agregado traducciones adicionales, incluyendo francés, alemán, italiano y español (europeo y americano).

### The Jackbox Party Pack 9 (2022)
The Jackbox Party Pack 9 fue lanzado el 20 de octubre de 2022.
Fibbage 4 se juega de 2 a 8 jugadores y es el cuarto juego de la serie Fibbage. Este juego incluye nuevos episodios temáticos, nuevas rondas finales con dos hechos, y preguntas proporcionadas por fanes de Jackbox Games que solicitaron antes del lanzamiento del juego.
Roomerang se juega de 4 a 9 jugadores y se centra en un reality show. Los jugadores asumen el papel de personajes con un rasgo definitorio, y deben dar respuestas que encajen con dicho rasgo, y que funcionen con los rasgos de los demás personajes. El jugador con la mayor cantidad de respuestas votadas gana la ronda y una ventaja en la próxima eliminación. Los jugadores eliminados pierden algunos puntos, pero volverán al juego con un nuevo rasgo. El jugador con la mayor cantidad de puntos luego de cinco rondas ganará.
Junktopia se juega de 3 a 8 jugadores. Los jugadores compran un ítem de interés de tres ítems al azar con el dinero que recibieron al comienzo. Pueden intentar regatear, pero si sale mal se verán obligados a pagar más que el precio original. Le darán un nombre e historia falsos a estos objetos para intentar vendérselos a los demás verbalmente por la mayor cantidad de dinero, comparado con los ítems de los otros jugadores.
Nonsensory se juega de 3 a 8 jugadores y es un juego ridículo y relajado de escritura, dibujos y adivinanzas. Los jugadores deberán adivinar qué porcentaje o en escala del 1 al 10 la respuesta escrita o dibujada de otro jugador se basa en la pregunta dada. Los jugadores obtienen puntos según cuánto se hayan acercado a la respuesta.
Quixort se juega de 1 a 10 jugadores y le presenta a los jugadores una pregunta que les exigirá ordenar las respuestas, como «animales por número de patas». Las respuestas son posteriormente presentadas como bloques que caen, los cuales los jugadores deben intentar colocar en el orden correcto. Se juega por equipos, pero un juego separado dentro de Party Pack, Quixort Forever, permite a un solo jugador o un solo equipo intentar proceder lo más lejos posible.

### The Jackbox Party Pack 10 (2023)
The Jackbox Party Pack 10 fue anunciado el 8 de febrero de 2023 y lanzado el 19 de octubre de 2023.
Tee K.O. 2 se juega de 3 a 8 jugadores y es la secuela de Tee K.O. A diferencia de su predecesor, Tee K.O. 2 cuenta con herramientas de dibujo nuevas y mejoradas, y los dibujos pueden ser impresos en una sudadera o una camiseta sin mangas, con cuatro fuentes diferentes para el eslogan. Las prendas se enfrentarán entre sí, y habrá un único ganador de ambas rondas. En la segunda ronda, los jugadores pueden elegir rediseñar otro dibujo para utilizar en su prenda. En la última ronda, los jugadores deberán tocar continuamente la prenda que quieran que gane. Al igual que en Tee K.O., los jugadores podrán ordenar dibujos impresos personalizados después de la partida.
Timejinx se juega de 1 a 8 jugadores y es un juego de trivias con la temática de viajes en el tiempo. En las primeras tres rondas, los jugadores reciben la «misión» de volver en el tiempo a los años donde sucedió un evento de la historia. Los jugadores acumulan puntos por cuánto se alejaron de un año. Luego de completar tres «misiones», podrán realizar «misiones secundarias» con la oportunidad de reducir su puntaje. En «TimeHop», los jugadores deben pasar desapercibidos en fiestas de diferentes décadas respondiendo de forma adecuada. En «TimeLoop», cada jugador responde a las dos mismas preguntas dos veces seguidas, y tendrá la oportunidad de quedarse con su respuesta previa o cambiarla. En «TimeFix», se les muestra a los jugadores dos eventos históricos que han sido «alterados», y necesitan elegir la respuesta correcta para arreglar el caos. Por cada respuesta correcta, se reducirá un porcentaje de su puntaje. Ocasionalmente, durante la segunda y tercera ronda, sonará una alarma que indicará que un impostor se ha escapado, o una ubicación ha sido alterada, y los jugadores deberán encontrar la respuesta correcta como otra oportunidad para bajar sus puntajes. En la ronda final, los jugadores viajarán al futuro, donde deberán adivinar el año exacto en el que sucedió un evento histórico, y añadirlo al número total de años en el que sucederá el evento futuro. Mientras más se haya acercado el jugador al año futuro, mayor será el porcentaje de puntos que podrá restar de su puntaje. El jugador con el menor puntaje al final ganará.
FixyText se juega de 3 a 8 jugadores. La meta es crear respuestas caóticas a mensajes de texto creados por el anfitrión. Los jugadores están separados en dos grupos y se les asigna una plantilla donde escribir. Durante la fase de escritura, podrán mover el cursor alrededor del mensaje, pero no podrán borrar nada, haciendo que cualquier palabra que dejen atrás sea permanente. Luego de terminar de escribir, una conversión de texto a voz leerá todo el mensaje, y los jugadores que no hayan escrito votarán qué palabras les gustaron más. El jugador con la mayor cantidad de puntos luego de tres rondas ganará.
Dodo Re Mi se juega de 1 a 9 jugadores y es un juego de ritmo con la temática de aves. A diferencia de los juegos previos de Jackbox Games, Dodo Re Mi puede ser jugado todas las rondas que se desee. Los jugadores pueden elegir una selección de canciones de dominio público, canciones de Jackbox Party Packs previos, o composiciones originales hechas específicamente para el juego, con un total de 32 canciones. Se desbloquearán más canciones completando objetivos dentro del juego, o se podrá elegir desbloquear todas las canciones con una opción en la configuración. Luego de escoger una canción, los jugadores escogerán un instrumento que tendrá su propio grupo de melodías y nivel de dificultad. Una vez que empieza la canción, los jugadores sincronizan su dispositivo con la pantalla del juego cuando el anfitrión grita «tap, tap, tap». Cuando todos hayan tocado sus notas, serán llevados a la «planta carnívora amante de la música», y cada nota que el jugador haya tocado correctamente alimentará a la planta. Si los jugadores alimentan exitosamente a la planta hasta cinco estrellas, el grupo sobrevivirá. En caso contrario, la planta los devorará. Dependiendo del desempeño de los jugadores, también podrán alcanzar el estatus oro con una canción. El anfitrión tendrá la opción de reiniciar la canción, elegir una nueva, o terminar la sesión. Cuando el anfitrión decida terminar la partida, los jugadores verán una pantalla de resultados que denotará al jugador con el combo más largo, el que se encuentre en último lugar, y aquel que haya ganado con el puntaje más alto.
Hypnotorious se juega de 4 a 8 jugadores y es un juego de deducción social que toma lugar en un show de teatro. Al comienzo del juego, el anfitrión «hipnotiza» a los jugadores y les asigna una identidad secreta que coincidirá con una categoría secreta. Luego, le dará a aquellos jugadores una pregunta que deberán responder bajo su identidad secreta. Una vez que se muestren las respuestas, los jugadores deberán categorizarse a ellos mismos en uno de tres frascos (dos si solo hay cuatro jugadores) e intentar averiguar si corresponden. Luego de que se respondan tres preguntas, el anfitrión revelará que hay una oveja negra en el grupo, cuyas respuestas no coinciden con ninguna de las categorías que los demás jugadores crean que le corresponde, y que incluso la oveja negra no sabe que es una oveja negra. Si los jugadores atrapan a la oveja negra de forma unánime, ganarán puntos, pero si se equivocan, la oveja negra ganará puntos. Luego de la acusación, las categorías e identidades serán reveladas, y si los jugadores logran agruparse de forma exitosa, ganarán puntos. El jugador con la mayor cantidad de puntos luego de dos rondas ganará.

### The Jackbox Naughty Pack(2024)
Tomándose un respiro del formato anual de Party Pack, Jackbox anunció el Jackbox Naughty Pack para ser lanzado en 2024. Contará con tres juegos, pero todos diseñados con contenido para adultos. Jackbox ha dicho que su audiencia ha estado pidiendo juegos diseñados alrededor de chistes e interacciones adultos por mucho tiempo.

## Recepción
Jackbox Games declaró que las ventas han subido un 1.000% de marzo a mayo de 2020, los primeros tres meses de la cuarentena por el COVID-19. Aunque las ventas hayan caído luego de ese punto, la compañía dijo que su base de jugadores aún ha crecido, duplicándose de 100 millones de jugadores en 2019 a 200 millones en octubre de 2020 por la pandemia en curso.
PC Gamer dijo que «los juegos de Jackbox son la manera perfecta de vencer el distanciamiento social». Wired consideró a los Party Packs, además de Fall Guys y Among Us, como juegos populares libres de narración durante la pandemia, ya que lograron ayudar a evadir el «trauma cultural» que había traído la pandemia.